# 澳門開埠四百周年紀念事件
澳門開埠四百周年紀念事件發生於1955年。当年葡屬澳門原本計劃舉行慶祝活動紀念澳門開埠四百周年，但在中華人民共和國政府壓力下被取消。
1955年10月12日，澳葡政府公佈了一份慶祝澳門 「開埠四百年慶典」的活動計劃書，慶祝程序包括在澳門舉行隆重的儀式、展覽、出版、授勳，音樂會以及舉辦一場邀請眾多官員參加的舞會，整個活動計劃於同年11月進行。該計劃引起了中國政府的密切關注，時任中華人民共和國國務院總理周恩來私下與香港總督、英國駐華大使館代辦接觸，通過港英當局向葡方傳達中國堅持葡方需要取消慶祝活動的消息。葡萄牙政府及澳葡政府在了解到中國政府高層意向後，於10月21日以「缺乏財政資源」為由取消活動，将近建毕的18米高「中葡友誼四百周年紀念碑」也被拆除。儘管紀念日被取消，澳門仍然在刪減規模和不張揚的條件下舉辦了一些慶祝活動。
該事件是葡萄牙共和國與中華人民共和國之間在爭奪澳門的控制權上進行的一場角力，也代表著權力正統性陷入危機的澳葡政府在澳門的行政權力和話語權上再次向中方讓步。由於當時兩國未有建立外交關係，故在雙方談判期間須依賴澳門的華人精英如澳門中華總商會會長何賢作為溝通橋梁，確立了何賢作為中葡之間的靈魂人物以及澳門親北京華人社團的重要地位，中華人民共和國政府亦透過當地親共華人精英貫徹其在澳門的利益。

## 事件經過

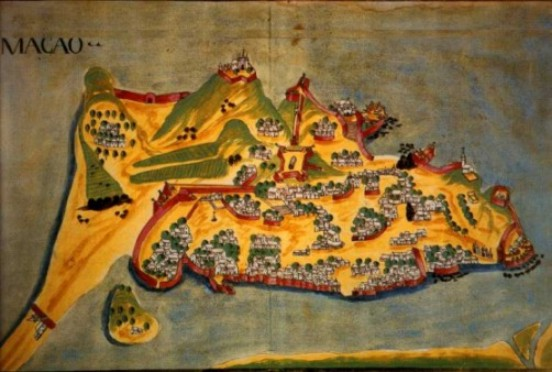
1639年的澳門地圖。葡萄牙人從1553年至1557年開始築屋居留澳門，並逐漸興建了這座城市

### 倡議計劃
澳門土生葡人教師、記者及歷史學者白樂嘉（葡萄牙語：Santos e Arrimar）是活動最早的倡議者。1951年11月，白樂嘉在葡萄牙渡假期間告知海外部部長羅瑟文（葡萄牙語：Sarmento Rodrigues），他在香港與中國銀行董事局成員、中華工商總會副會長章乃器的交談中，得知中華人民共和國政府「希望與澳門發展良好的貿易關係」，中方希望維持澳門的現狀。1952年4月30日，白樂嘉在里斯本地理學會發表題為「葡萄牙通過澳門在遠東的施展」的演講中回顧19和20世紀的傑出土生葡人，並提出在1955年11月20日紀念「提及澳門名字的第一份文獻——平托的一封信以及澳門開埠四百周年」。白樂嘉的演講受到里斯本地理學會主席科雷亞的讚揚，科雷亞建議學會主動慶祝葡萄牙人創建澳門城四百周年。1953年7月28日，科雷亞正式向羅瑟文建議並獲得接受，羅瑟文及後指示里斯本地理學會成立籌備委員，聯絡澳門政府以便協調里斯本和澳門的計劃。

### 籌備活動及爭取支持
1955年1月14日，澳門總督史伯泰為活動籌備委員會舉行就職儀式，委員會由佩德羅·羅保博士任主席，成員包括白樂嘉及親北京華人工商界領導人何賢等。3月12日，史伯泰向羅瑟文發出機密函件，羅列了21本再版和12本擬新版的書籍清單，建議由白樂嘉撰寫一部澳門官方歷史書，以及早上及晚間舉行的慶祝活動計劃草案，該機密函件於4月1日由海外部副國務秘書文杜拉於轉送海外總局局長和里斯本地理學會主席。
為了獲得土生葡人和華人的支持，史伯泰建議海外部長向58人授勳并向市政廳授旗，對澳門貢獻良多的羅保和何賢均在授勳名單中，而頒授儀式則計劃預定於11月24日在澳門總督府舉行。史伯泰亦提請海外部長批准在1955年10月4日舉辦一場舞會的計劃，並將邀請香港總督葛量洪以及英國殖民地各領事及其他重要官員參加。
1955年7月，英國外交部一名高級官員在得知葡方正在籌備慶祝計劃後，表示：「以澳門的經濟政治狀況，沒有甚麼值得欣喜的，但是當局也許可以思考一下在食不果腹的時局中，製造一點熱鬧的氣氛或許可以緩解情勢。」英方又列舉了一系列歷史和政治理由以阻止籌備活動進行，其中批評指出「中國人從未承認葡萄牙對澳門的主權」以及「中方僅承認了葡萄牙在澳門半島的治權（不包括氹仔和路環島等）」。

### 中方反應
中華人民共和國建國後，中華人民共和國國務院總理周恩來對澳門及香港兩個殖民地實行「長期打算，充分利用」的方針，不急於收回。得知葡方的慶祝計劃後，北京政府反應強烈，1955年10月8日，周恩來在北京向葛量洪會面時問及事件，葛量洪向他證實葡方確有相關計劃，又指葡萄牙中央政府的一名部長將前來澳門，並可能宣示澳門是 「葡萄牙的神聖土地」，周恩來聽後表示：「中國政府和中國人民不會同意舉行慶祝活動，澳門和香港華人也不會同意他們這樣做。」葛量洪將此理解為是一個暗含的威脅，認為對港澳是嚴重的問題，美國駐港總領事館的官員也視該表態為一種警告。在中方透過港英政府向葡萄牙傳達中方堅持葡方取消慶祝活動的立場後，澳葡政府於10月21日以「缺乏財政資源」為由宣告取消慶祝活動。
10月25日，中方開始發動輿論攻勢，中方先通過廣州新華社發佈消息，稱由於中國人民和澳門中國居民的強烈反對，葡萄牙政府取消了慶祝活動，並作出告誡：「澳門是中國領土。中國人民有權要求從葡萄牙殖民者手中收回其領土的這部分。」10月26日，《人民日報》發表以《警告澳門葡萄牙當局》為題、中國共產黨政治局參與其中的評論員文章：「澳門是中國領土，中國人民從來没有忘記澳門，也從來没有忘記他們有權利要求從葡萄牙手中收回自己的這塊領土。……澳門至今還没有歸還中國，並不等於説中國人民容忍澳門遭受侵佔的情况長期繼續下去。」 10月27日，《印度時報》報導有廣東省官員強調中國人民要「從葡萄牙殖民主義者手中收復他們自己的疆土」，「中國應該積極支援印度人民收回果阿」。10月28日，由新華社總社刊登了一則關於葡萄牙人從古至今佔領澳門的長篇消息，並對將其正式名稱從「殖民地」改變為「省」表示遺憾，又強調：「維護祖國的主權和領土完整，無法容忍澳門持續被侵佔。」10月26日，香港親北京中文媒體《大公報》和《文匯報》使用言辭激烈的社論來抨擊澳葡政府。此外，一些澳門親北京社團也對中國大陸表示支持，杯葛葡方的慶祝活動，由於當時中葡尚未建交，故澳門的華人精英便成為了中國和澳葡政府雙方溝通的橋樑，當中的代表人物包括中華總商會會長何賢，他曾赴廣州溝通有關慶祝活動的事宜。1956年他當上中國政協委員，同時獲任澳葡政府議政會成員。

### 外界反應
當時敵視中國共產黨政權的泰國和大韓民國均表示不认为中國大陸會冒險侵佔澳門，泰方認為虽然澳門是中國領土的一部分，但中國大陸在其對外市場未穩固前不會下手，又認為北京的舉動是為了增加對外貿易的籌碼；大韓民國外交部則表示中共政權在談收回澳門之前，應該先將中國大陸還給國民黨
。
企圖收回果亞的印度聯邦政府就事件聲援北京政府，雙方共同站在反對葡萄牙殖民主義的陣營。印尼的立場則基本上保持與中印一致，時印尼副總統哈達表示：「澳門與果阿是殖民主義的殘留，印度尼西亞一貫反對任何形式的殖民主義。」為了說服印尼領導人不要再對葡萄牙在亞洲的殖民地發表看法，葡方表示會在將舉行的世界糧農組織會議上對接納印尼一事投贊成票。
美國則明確地表示支持葡萄牙的海外政策，美國國務卿与葡萄牙外交部秘書長庫尼亞在華盛頓發表了一項葡萄牙在亞洲「各省」的聲明，表达了美國政府對葡萄牙海外政策的支持。1956年1月4日，美國空軍國務秘書跨而勒斯在香港的一場記者會上表示「對臺灣的攻擊將是對美國的侵犯」，在被問及如果澳門和香港受到入侵的情況下美國將採取甚麼態度時，他表示：「美國是英國和葡萄牙政府的盟友，我們會與他們一道採取適當的在他們受侵略情況下的措施。」中方對美方的言論及態度感到不滿，稱呼美方為「美國侵略集團」。

### 縮小規模的慶祝活動

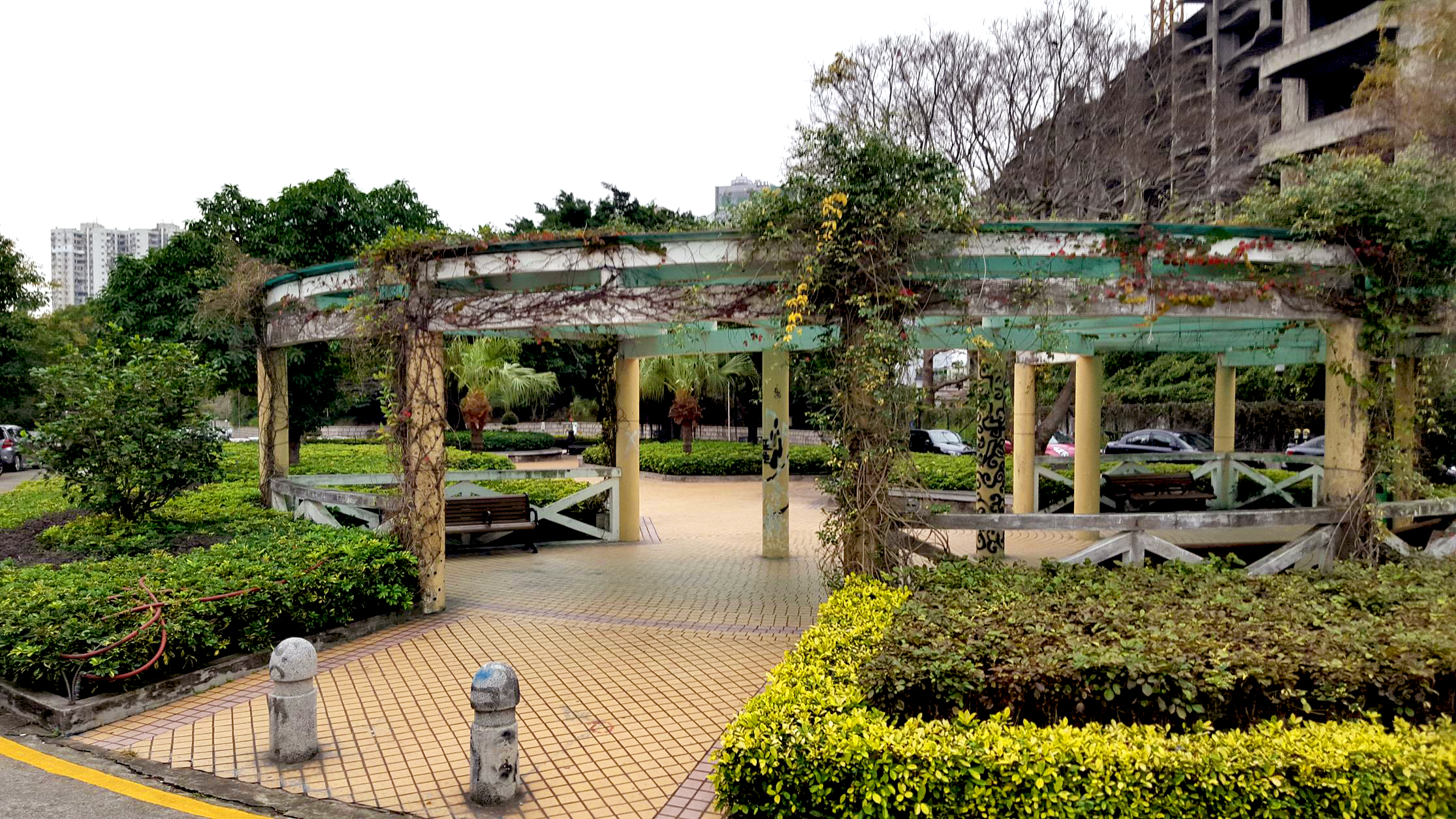
「中葡友誼四百周年紀念碑」的建造地點位於瑪利二世皇后眺望台一帶

1955年11月5日至6日，本為慶祝活動內容之一的澳門第二屆格蘭披治大賽車如期進行，赛事的1万名觀眾幾乎全部來自香港，期間澳門的酒店房間也被訂滿。11月19日至25日．澳門慶祝了有「葡萄牙戰神」之稱的阿方索·德·阿爾布克爾克的百年誕辰。11月28至29日，香港英國皇家海軍司令烏文正式訪問澳門，在政治上聲援澳門。
在出版專著方面，原本計劃由白樂嘉編寫的澳門歷史著作及由其主筆的《澳門郵政史》未曾動筆，而澳門官印局（現印務局）只出版了一本篇幅不長的《歐維治到華》，此外亦有一些撰寫「海外省歷史」如《澳門史稿》的書出版。
原本準備於1955年11月29日慶祝活動閉幕式上揭幕的「中葡友誼四百周年紀念碑」則在即將完工前拆毀。葡萄牙海外部長曾命令澳門總督史伯泰找藉口停止拆毀，史伯泰亦原打算保留紀念碑的基座，並在上面另立一座由新加坡傳教會會長、澳門歷史學家文德泉神父所贈送的耶稣君王紀念碑，但最终基座也被拆除。

## 相關論述
葡萄牙里斯本大學孔子學院院長費茂實（葡萄牙語：Moisés Silva Fernandes）指出，中共政府的輿論攻勢並沒有涉及解決澳門領土或地區現狀的目的，中方的意圖是為了在亞洲新出現的獨立國家以及其所支持的共產黨或者解放運動面前恢復「革命」信譽。
文德泉神父1993年在報章上撰文，指「中葡友誼四百周年紀念碑」在馬交石炮台一帶動工，根基已建好而紀念柱也有一定的高度，澳葡也已經從葡萄牙買來煙花火箭和請來火箭伕，他自己也特意從新加坡來到澳門開座談會，然而「毛澤東豎一豎手指就整個沒了」。一名澳門土生葡人回憶當時的情境時作出如此描述：
|  | 「葡人來澳四百週年的時候造了一個紀念像……那裏曾經有一個宏偉、漂亮、慶祝葡人來澳四百週年的紀念像。華人們不作聲，由葡人造去；還有三日就是開幕典禮……揀好了在城市日當天。一切就緒，請柬經已發出等等。然後，華人説限在48小時之内把它拆除。48小時！造的時候花了不少時間，現在就只有48小時去拆掉。結果呢？沒有時間可以浪費，索性用炸藥把它炸掉。完蛋了！節日完蛋了、四百年完蛋了、一切完蛋！」 |

## 影響
事件讓中華人民共和國在澳門的勢力，以及作為中葡之間的溝通橋梁的澳門親共華人精英的地位更加鞏固。
澳葡政府在與中國大陸政府的角力上失勢，在一定程度下削弱了強烈認同葡國殖民政權的土生葡人的地方優勢，使他們在當時葡華族群矛盾日益嚴重的情況下感到缺乏安全感。1966年，澳門發生徹底影響了澳門的政治格局的一二·三暴動，而暴動的產生原因之一是葡華族群矛盾。